# Lijst van burgemeesters van Gemert-Bakel
Dit is een lijst van burgemeesters van de Nederlandse gemeente Gemert-Bakel in de provincie Noord-Brabant sinds haar stichting op 1 januari 1997.
| Ambtsperiode          | Naam burgemeester            | Partij of stroming | Bijzonderheden |
| --------------------- | ---------------------------- | ------------------ | -------------- |
| 1 januari 1997 - 2010 | Jan (J.H.A.G) van Maasakkers | CDA                |                |
| 2010 - 2011           | Hans (J.E.A.) Haas           | CDA                | waarnemend     |
| 2011 - 2016           | Jan (J.) van Zomeren         | PvdA               |                |
| 2016                  | René (M.F.A.) van Diessen    | VVD                | waarnemend     |
| 2016 - heden          | Michiel (M.S.) van Veen      | VVD                |                |